# Asma al-Assad
Pour les articles homonymes, voir al-Assad.
Asma al-Assad (أسماء الأسد), née Asma Fawaz Al Akhras (أسماء الأخرس) le 11 août 1975 à Londres (Royaume-Uni), est une femme d'affaires de nationalité syrienne et britannique. Elle est la Première dame de Syrie de 2000 à 2024, en tant qu'épouse de Bachar al-Assad, président de la République arabe syrienne.

## Biographie

### Origines et mariage

#### Famille et activités bancaires
Asma Fawaz Akhras, née dans le quartier d’Acton, à Londres le 11 août 1975, est issue d'une famille sunnite de la ville de Homs. Son père, Fawaz Akhras, médecin, émigre au Royaume-Uni dans les années 1950 pour y terminer ses études et exercer la profession de cardiologue, au prestigieux Cromwell Hospital (en) ; sa mère, Sahar Otri, est la première secrétaire de l'ambassade de Syrie, et sa propre sœur l’épouse d’Adnan el-Dabbagh, ministre de l’Intérieur d’Hafez al-Assad. Elle a deux frères cadets, Fara et Ayad. Parlant couramment l’arabe et l’anglais, elle est passionnée d’art contemporain. Dans sa jeunesse, elle ne se rend en Syrie que pendant ses vacances d’été. Elle déclare en février 2011 au magazine américain Vogue : « Je me suis habituée à l’idée que les gens ne considéraient pas la Syrie comme un pays ordinaire ».
Grandissant dans la capitale britannique, elle étudie au Queens' College à Londres, où elle obtient les meilleures notes de sa promotion en économie, en mathématiques, en informatique et en littérature française. Elle décroche par la suite un Bachelor of Science en informatique et littérature française au King's College de Londres,. Après ses études, en 1996, elle commence à travailler à la Deutsche Bank en tant qu’« analyste dans le département des fonds de spéculation » pour les clients européens et est-asiatiques. En 1998, elle rejoint le département bancaire de JPMorgan Chase, où elle « se spécialise dans les fusions et acquisitions de compagnies pharmaceutiques et de biotechnologie ». Elle exerce un temps son activité à Paris (France), puis à New York (États-Unis).

#### Rencontre avec le «dauphin» du régime
C’est en 1992 lors d'une soirée à l’ambassade syrienne au Royaume-Uni, qu’elle rencontre Bachar al-Assad, qui poursuivait ses études en ophtalmologie. Néanmoins, Bachar et elle se connaissent depuis leur enfance. De dix ans son aîné, il est le fils cadet du président syrien Hafez al-Assad (en poste depuis 1971), dont sa famille est proche. Il n’a cependant pas de destin politique particulier, son frère aîné Bassel ayant été désigné comme « dauphin » du président. Mais ce dernier meurt dans un accident de voiture en 1994 et Bachar devient alors l’héritier officiel du régime et de la famille al-Assad. C’est en 1996 que le couple se forme entre Bachar et Asma. Elle se fait alors de plus en plus absente à son travail, et finalement démissionne par surprise, après avoir touché une prime exceptionnelle à la suite d'un contrat important qu’elle venait de remporter. Leur liaison demeure officiellement secrète jusqu’à la fin des années 1990. Après la mort de son père, Bachar est intronisé président le 17 juillet 2000. Le couple se marie le 31 décembre de la même année, mais l’annonce réelle n’a lieu de façon officielle qu’en janvier 2001, bien qu’aucune photographie d’elle ne fuite dans la presse. Il est probable que le mariage a fait l’objet de tractations familiales. Le couple a trois enfants : Hafez (né en 2001), Zein ou Zeyn (née en 2003) et Karim (né en 2004).

### Première dame de Syrie

#### Une Première dame moderne

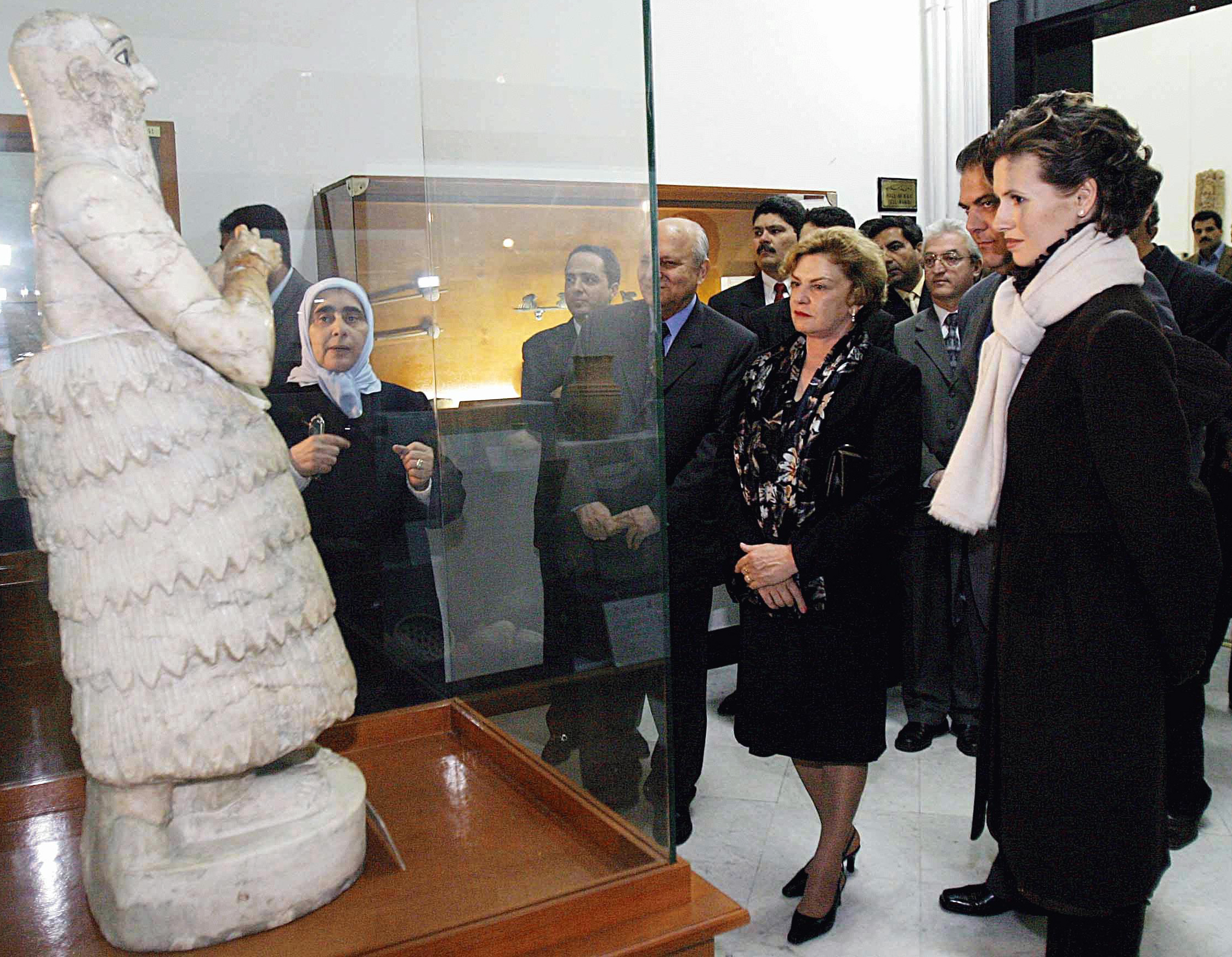
Asma al-Assad (à l'extrême droite) et la Première dame du Brésil Marisa Letícia Lula da Silva au musée national de Syrie, en 2003.

##### L’affirmation comme Première dame
Le couple formé par Asma et Bachar al-Assad ne résulte pas simplement d’une rencontre amoureuse. En effet, cela permet au président d’asseoir son influence sur la majorité sunnite syrienne, dont son épouse est issue, alors que lui-même appartient à la minorité alaouite. Au début de la présidence de son époux, elle parcourt durant trois mois la campagne syrienne incognito afin de découvrir le pays. Pourtant, le fait qu’elle ne porte pas le voile surprend ; le couple bénéficie d’une bonne image, dînant par exemple sans escorte apparente dans les restaurants de la capitale. Elle offre également une image glamour au régime, vêtue avec élégance, en Chanel comme en Louboutin. Une société de relations publiques britannique est sollicitée, en 2007, par la présidence syrienne pour communiquer sur cette Première dame moderne, surnommée par la suite « rose du désert » par Vogue USA (« A Rose in the Desert », 2011) et « beauté 100 % nature » par le Huffington Post.
Cependant, elle est au départ mise en minorité au sein du parti Baas, et par sa belle-famille, « qui ne soutient pas ses projets ». Anissa Makhlouf, la mère de Bachar al-Assad, qui avait pensé rester Première dame de Syrie même après le décès de son mari et l’avènement de son fils comme président, tient la dernière arrivée dans le clan Assad à distance. Bouchra al-Assad, sœur de Bachar, mariée à Assef Chaoukat, l'ancien chef des services de renseignements devenu vice-ministre de la Défense, compte également parmi ses rivales. Le fait qu’elle soit sunnite participe également de cette défiance, l'histoire de la Syrie n’a pas effacé le souvenir où « les montagnards alaouites vendaient leurs filles comme bonnes à la bourgeoisie sunnite » ; le conflit se règle, en 2006, avec une « victoire » d’Asma sur les femmes de sa belle-famille.

##### Rôle médiatique et politique
Parallèlement, le régime syrien, qualifié en 2002 par le président américain George W. Bush de membre de l’« axe du mal », redevient par la suite fréquentable dans les capitales occidentales : en 2005, alors que Bachar al-Assad est mis en cause dans l’assassinat du Premier ministre libanais Rafic Hariri, elle profite des funérailles du pape Jean-Paul II à Rome pour réussir un « coup médiatique », s’entretenant devant les caméras avec Cherie Blair, Première dame britannique et la reine Sophie d'Espagne, alors que leurs époux respectifs avaient préféré éviter le président syrien. En 2008, le président al-Assad est l’invité d'honneur de la France lors du cérémoniel défilé du 14 juillet ; en 2010, son épouse Asma est présente à ses côtés lors d’un déjeuner avec le président Nicolas Sarkozy. En décembre de la même année, elle est reçue à l'hôtel Bristol, à Paris, et s’exprime sur les enjeux culturels de la Syrie devant l'Académie diplomatique internationale, un centre de réflexion financé par l’Aga Khan et des invités parmi lesquels se trouvent les ministres français Frédéric Mitterrand et Christine Lagarde et le président du Louvre Henri Loyrette. Elle participe donc pleinement à la « normalisation » du régime syrien opéré à la fin des années 2000.
Contrairement aux précédentes Premières dames syriennes, elle a un rôle politique important dans le pays et participe à de nombreux événements diplomatiques et politiques. Influencée par les idées libérales en économie, elle a tenté de convertir son époux au libéralisme. Elle déclare ainsi en 2007 à l’écrivain Eyal Zisser : « Je suis britannique et je suis arabe. Je ne suis pas l’un ou l’autre. Je fais partie de deux mondes ». Andrew Tabler, journaliste spécialiste de la Syrie, écrit ainsi dans l’ouvrage de référence sur le régime syrien In the Lion’s Den (« Dans l’antre du lion ») qu’Asma al-Assad « a deux facettes. C’est une femme moderne, différente des autres épouses de leaders arabes, à l’origine de la création d’ONG […]. Mais en même temps qui convoite la belle vie et veut être une princesse ». Le couple vit dans un loft de trois niveaux de Damas, dans le quartier nord de Muhajirin, avec leurs trois enfants. Toutefois, elle a des réserves sur la médiatisation dont elle fait l'objet, refusant d’incarner une « femme-trophée » : ainsi, lors de la première visite officielle du couple syrien, en 2001, elle préfère visiter HEC Paris et la Banque de France plutôt que le journal de 20 heures de TF1 et la boutique Hermès, où elle est invitée ; une responsable associative note ainsi qu’elle « déteste Rania de Jordanie, joli minois futile ».
Elle est aussi engagée dans des œuvres caritatives et humanitaires, ainsi que dans des mouvements pour l'émancipation des femmes. En 2005, elle fonde « Massar », une organisation éducative pour des jeunes gens âgés de 5 à 21 ans avec « des méthodes d’enseignement non conventionnelles pour les aider dans la connaissance d’eux-mêmes et du monde », affirme-t-elle en 2008 au magazine français Paris Match. En 2007, elle participe également à la création du Fonds syrien pour le développement, spécialisé dans le microcrédit, afin de soutenir des projets liés à l’agriculture et à l’éducation. Elle projette alors un partenariat avec le musée du Louvre. Andrew Tabler poursuit : « Elle est charmante, courageuse, concentrée, mais elle est aussi naïve, et semble croire qu’elle pourrait améliorer le pays grâce à des actions de charité ou des ONG » (dans l’agriculture, l'éducation, l’emploi des jeunes ou encore la culture, captant alors l’essentiel des aides internationales à la Syrie), alors que celui-ci demeure une dictature où le népotisme et la corruption sont monnaie courante. En 2009, sur la chaine américaine CNN, elle critique l’opération israélienne « Plomb durci » contre la bande de Gaza, déclarant : « Nous sommes au XXIe siècle, dans quelle partie du monde ces choses-là arrivent-elles encore ? ». Elle s’adresse également à la jeunesse moyen-orientale, frustrée devant le peu de perspectives économiques qui lui est offerte : « Nos gouvernements doivent vous permettre de croire en votre avenir ».
Jeune Afrique note : « Dans les médias nationaux et étrangers, elle promeut l’image d’un ménage de la bourgeoisie syrienne, vivant sans ostentation loin du palais présidentiel, uni et proche de ses enfants ». En réalité, cette mise en avant médiatique d'Asma al-Assad, avec l'image glamour du couple qu'elle forme avec son mari, est le fruit d'une stratégie de communication mise en œuvre par l'agence de relations publiques américaine Brown Lloyd James afin d'adoucir la vision de l'Occident envers la Syrie à la fin des années 2000.

#### Printemps arabe de 2011-2012

##### Icône abîmée et controversée

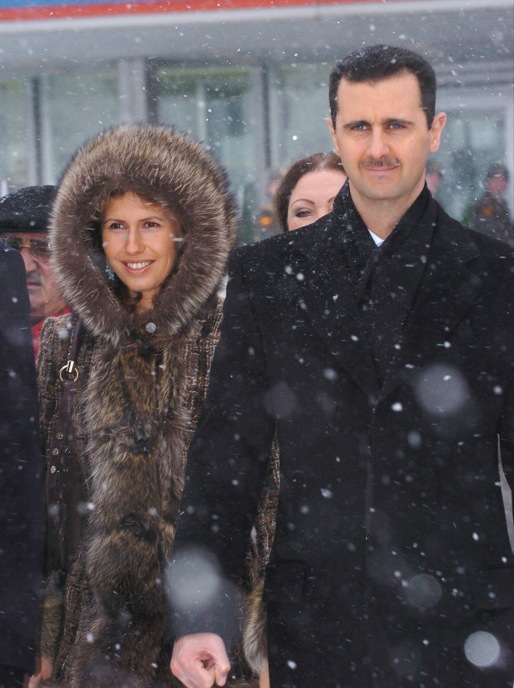
Asma et Bachar al-Assad à Moscou (Russie), en 2008.

Malgré son modernisme très apprécié des médias occidentaux, certains ont fait remarquer son indifférence au sort des manifestants du Printemps arabe, victimes de violences policières. On pense même, au début du mouvement de révolte qui secoue le monde arabe, qu’elle pourrait constituer une influence bénéfique, afin que le régime prenne un virage démocratique dans ses réformes. On parle dès lors de la « muse du changement », et au printemps 2011 elle est considérée par le magazine Vogue comme « la plus fraiche [et] la plus magnétique des Premières dames ».
Mais selon Chris Doyle, directeur du Conseil pour l’entente arabo-britannique, les choses ne sont pas si simples et Asma al-Assad ne dispose pas de toute sa liberté de parole : « Le régime ne lui laissera jamais la possibilité d’exprimer un quelconque désaccord ni de quitter le pays ». The Guardian note pour sa part qu’elle soutient totalement son mari, y compris dans sa politique de répression de la révolution syrienne. Tandis que celle-ci a fait en un an plus de 8 500 victimes civiles, Asma al-Assad « continue ses achats frénétiques de bijoux et autres produits de luxe », selon des courriels piratés de ses comptes privés et des comptes de son époux, auxquels le Guardian a eu accès. C'est la raison invoquée par  l'Union européenne pour décider, en mars 2012, de prendre des sanctions contre elle, ainsi que contre la mère, la sœur et la belle-sœur de Bachar al-Assad, notamment en gelant leurs avoirs économiques présents en Europe et en les privant de visa. Dans un courriel envoyé à une amie le 14 décembre 2011, elle écrit, en parlant de sa vie privée et familiale : « Le vrai dictateur du couple, c’est moi ». Parallèlement, Vogue retire l’article cité précédemment de son site Internet, son auteur ayant exprimé ses regrets sur CNN et la rédactrice en chef, Anna Wintour, ayant déclaré : « Comme beaucoup alors, nous espérions que le régime des Assad s’ouvrirait ».

##### Soutien affirmé au régime
Son père, résident britannique, déclare dans la presse être « horrifié par la répression sanglante » menée par son gendre. Alors que plusieurs fois de suite, on la dit en fuite au Royaume-Uni ou en Russie avec ses enfants, elle apparaît dans une vidéo non datée aux côtés de son mari, au chevet d’un étudiant blessé en décembre 2011 dans une attaque ayant eu lieu à l’université de Damas. Le 11 janvier 2012, elle défile avec deux de ses enfants dans une cérémonie en faveur du régime. Elle confirme ce soutien dans un courriel envoyé par ses services au quotidien britannique The Times, notant toutefois vouloir « encourager le dialogue et réconforter les familles en deuil ». Elle écrit ainsi : « Le président est le président de tous les Syriens, pas seulement d’une partie d’entre eux, et la Première dame le soutient dans sa fonction ». Elle est également présente aux côtés de son époux le 26 février, pour voter lors du référendum visant à rédiger une nouvelle Constitution pour la Syrie,. En avril, elle prépare avec son époux des colis humanitaires pour les familles victimes de la rébellion. Elle rend également visite aux familles des soldats du régime morts au combat ou poste sur son compte Instagram des photos de ses visites dans les villages pauvres.
En septembre 2011, elle rencontre des victimes du régime sur l'insistance de plusieurs ONG. « Des témoins affirment qu'elle s'est montrée indifférente face aux personnes qu'elle a vues. Son engagement humanitaire a disparu »[Selon qui ?].
La presse affirme que Bachar al-Assad aurait annoncé fin janvier 2013 qu’elle est enceinte d’un quatrième enfant ; il s’agit finalement d'une rumeur démentie par la présidence.
Dans Le Point, Claire Meynal écrit : « Tout le monde a cru que Bachar et Asma allaient ouvrir la Syrie, réformer un système vermoulu. Ce qui explique la violence verbale actuelle, à la mesure de la déception. Les courriels des Assad révélés mi-mars 2012 par le Guardian montrent un couple tendre, uni dans l’épreuve, et une Marie-Antoinette absorbée par son shopping de luxe alors que son peuple est massacré ».
En août 2016, The Guardian révèle que « des organisations proches de Bachar al-Assad ont reçu des millions de dollars d'aides humanitaires », notamment Syria Trust charity, une organisation présidée par Asma. Passer par cet organisme, qui reçoit des subventions malgré les sanctions internationales, est obligatoire pour toute ONG voulant intervenir en Syrie. Qualifiée de « profiteuse de guerre », elle se serait enrichie personnellement via cet organisme. Pour Michel Duclos, auteur de La longue nuit syrienne, « ce n’était pas de la charité pour la charité, mais un moyen, pour le régime, de canaliser les initiatives de la société civile et, surtout, des ONG étrangères ». Grâce à cela, Asma al-Assad entretient également la puissance et la fortune de son clan.
Pour le journaliste Régis Le Sommier, qui consacre début 2018 un livre à son époux : « Avec le conflit, elle a choisi comme rôle d'aller à la rencontre des familles de soldats tombés au front et des orphelins. Elle le fait tous les jours. Pour les Syriens, elle est devenue une sorte de madone qui se penche sur les blessures des uns et des autres. Dans son camp, la popularité du couple est indéniable et la guerre l'a renforcée ». Sur les réseaux sociaux, elle a troqué ses anciennes tenues luxueuses pour des vêtements décontractés (jean, t-shirt), plus appropriés au vu du contexte.
Au fil du temps, elle gagne de plus en plus d'influence au sein du cercle dirigeant syrien, alors que le clan Makhlouf perd la matriarche Anissa, mère de Bachar, en 2016 et que les biens de ce dernier se retrouvent gelés par leurs créanciers russes et iraniens. Cousin du président et anciennement détenteur d'une grande partie de l'économie du pays, Rami Makhlouf est placé en résidence surveillée. Pour l'ancien conseiller du président Ayman Abdel Nour, « le père d’Asma a alors arrangé un accord : à Bachar, la politique et la défense ; à Asma, l’économie et l’administration ». Le géographe Fabrice Balanche confirme que « Rami, devenu trop puissant, a été éliminé au profit d'Asma et du clan Akhras ». Elle s'emploie aussi à préparer la succession de son mari en mettant en avant leur fils Hafez, né en 2001.
En avril 2020, des médias proches du Kremlin affirment que Bachar al-Assad lui aurait offert un tableau vendu aux enchères à Londres 23 millions de livres au début de l'année, ce qui fait scandale en Syrie, alors que la population s'est appauvrie du fait du conflit,.
En juin et décembre 2020, les États-Unis prennent des sanctions contre elle. Le secrétaire d'État américain Mike Pompeo la considère ainsi comme « l'un des profiteurs les plus tristement notoires de la guerre ». Le représentant spécial américain pour la Syrie James Jeffrey précise : « Elle participe personnellement et à bien des égards aux horreurs dont la Syrie est témoin aujourd’hui, et c’est pourquoi des sanctions lui ont été imposées, et non pas parce qu’elle est l'épouse d'Assad ».
En 2021, plusieurs de ses proches sont nommés au conseil d’administration de l'entreprise Syriatel (en) et elle lance son réseau téléphonique, Emmatel. Dans les ministères et les bureaux de l'État, elle apparaît désormais aux côtés de son mari sur les portraits officiels.
Le 8 décembre 2024, elle fuit à Moscou en Russie, avec son époux Bachar et ses enfants, à la suite de l'offensive rebelle ayant conduit à la chute du régime.

### État de santé
Le 8 août 2018, la présidence syrienne annonce qu'Asma al-Assad est atteinte d'un cancer du sein,. Moins d'un an après, elle annonce être « totalement guérie ».
Le 21 mai 2024, un communiqué de la présidence syrienne annonce qu'elle est atteinte d'une leucémie et qu'elle va subir un traitement.

## Justice
En mars 2021, Asma al-Assad est visée par une enquête préliminaire de la police britannique concernant des soupçons d’« incitation à des actes terroristes » lors des années 2011 à 2021 en Syrie, soit depuis le début du soulèvement contre le régime Assad. La Première dame, par son soutien ferme à l'armée syrienne et à la répression violente des manifestants, est accusée d'avoir « incité, aidé et encouragé des crimes de guerre » par les forces gouvernementales syriennes. L'unité des crimes de guerre a commencé son enquête préliminaire début 2021 et doit déterminer s'il y a suffisamment de preuves pour ouvrir une enquête complète. Asma al-Assad risque une mise en accusation pour terrorisme, ce qui pourrait lui valoir la déchéance de la nationalité britannique et l'amener à faire l'objet d'un mandat d'arrêt international.